# Mimas costipuncta
Mimas costipuncta är en fjärilsart som beskrevs av Clark 1891. Mimas costipuncta ingår i släktet Mimas och familjen svärmare. Inga underarter finns listade i Catalogue of Life.